# Боркі (Бжезінський повіт)
Боркі (пол. Borki) — село в Польщі, у гміні Дмосін Бжезінського повіту Лодзинського воєводства.
Населення — 137 осіб (2011).
У 1975-1998 роках село належало до Скерневицького воєводства.

## Демографія
Демографічна структура станом на 31 березня 2011 року:
|          | Загалом | Допрацездатний вік | Працездатний вік | Постпрацездатний вік |
| -------- | ------- | ------------------ | ---------------- | -------------------- |
| Чоловіки | 70      | 21                 | 43               | 6                    |
| Жінки    | 67      | 11                 | 42               | 14                   |
| Разом    | 137     | 32                 | 85               | 20                   |